# 中国工程教育专业认证协会
中国工程教育专业认证协会是中华人民共和国工程教育专业认证的实施组织，是中国科学技术协会主管的社会团体，2015年10月成立。